# Stenbocksgatan

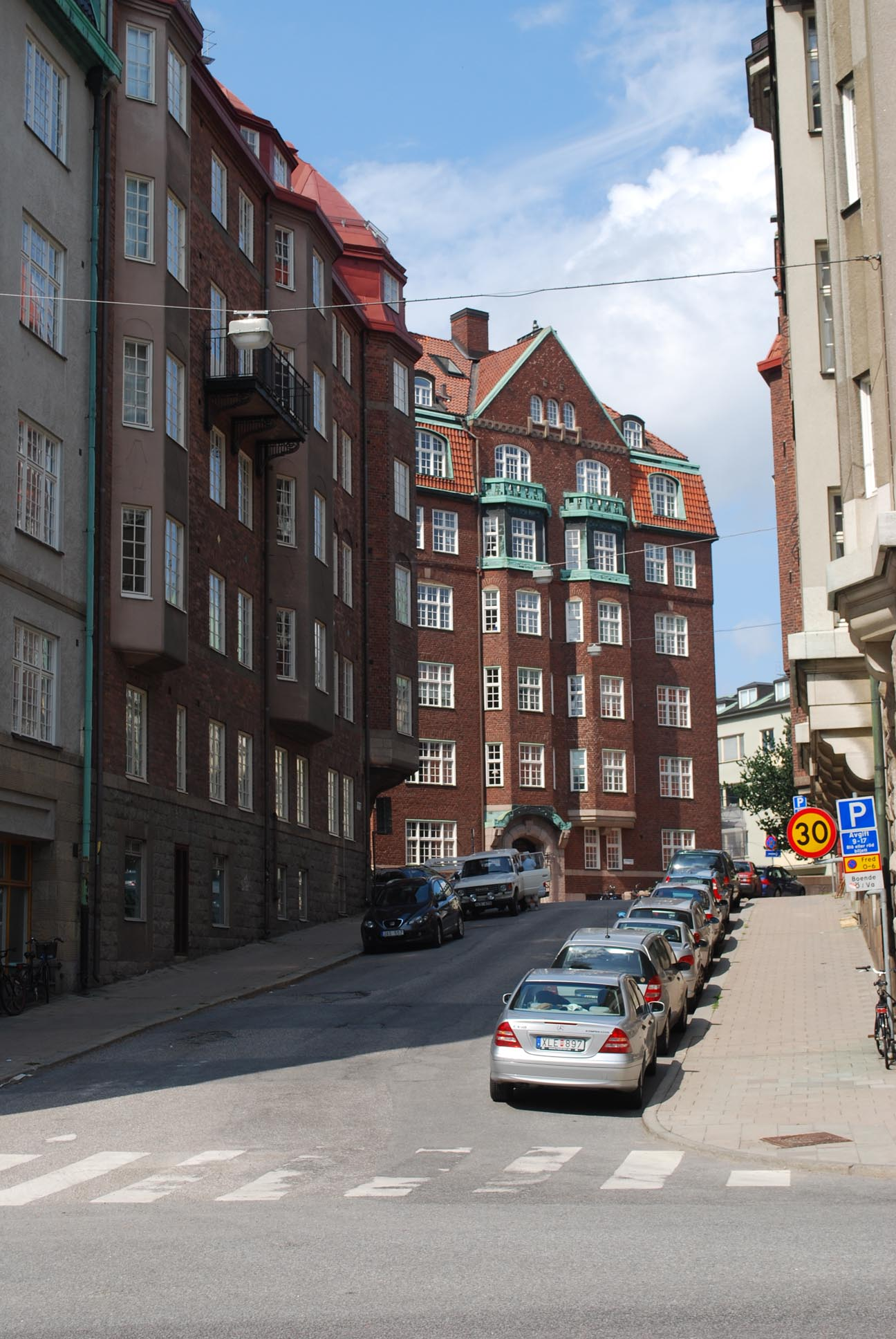
Stenbocksgatan i Stockholm sedd från Engelbrektsgatan. I fonden Rudolf Arborelius byggnad från 1914 på Eriksbergsgatan.

Stenbocksgatan är ett gatunamn som finns på flera platser i Sverige.  Namnet är skapat till minne av fältherren Magnus Stenbock (1663–1717), som är känd bland annat för sin seger vid slaget vid Helsingborg 1710.

## Platser i urval
- Stenbocksgatan i Stockholm sträcker sig mellan Engelbrektsgatan och Eriksbergsgatan på Östermalm. Gatan fick sitt namn i och med namngivningen av det nya Eriksbergsområdet 1909. Magnus Stenbock har ingen anknytning till området, gatunamnet sorterar under kategorin Fosterländska och historiska namn.[2]
- Stenbocksgatan finns också i Borås, Göteborg, Malmö, Markaryd, Simrishamn, Svedala, Säffle, Tyringe, Ulricehamn, Ystad och Östervåla.
- I Helsingborg finns Norra,[3] Mellersta[4] och Södra Stenbocksgatan.[5]
- Magnus Stenbocksgatan är namn på en gata i Lund.
- Stenbocksvägen är namn på en väg i Huddinge, Ronneby och Skövde.
- Stenbocks väg är namn på vägar i Boxholm, Falun, Höllviken och Nybro.
- Magnus Stenbocks väg är namn på vägar i  Halmstad, Höör och Kristianstad.